# Голдман, Маркус
Маркус Голдман (англ. Marcus Goldman, 9 декабря 1821 года — 20 июля 1904 года) — американский банкир еврейского происхождения, основатель финансовой группы Goldman Sachs.

## Биография
Родился в еврейской семье Вольфа и Эллы Голдман в Бургпреппахе, Центральная Германия. В возрасте 27 лет эмигрировал в США на волне революций 1848 года. Первое время Маркус Голдман был коммивояжёром. С 1850 года жил в Филадельфии, где владел магазином одежды. В Филадельфии он познакомился со своей будущей женой Бертой Голдман, однофамилицей и эмигранткой из Баварии, зарабатывавшей на жизнь вышивкой и шитьём.
К 1860 году у Голдманов было пятеро детей, они владели недвижимым и движимым имуществом на $6000 и $2000 соответственно.
В 1869 году семья переехала в Нью-Йорк, где Маркус Голдман открыл брокерскую контору, в которой торговал долговыми расписками клиентов ювелирных магазинов. Его годовая прибыль составляла около $250 тыс.
В течение 13 лет Голдман работал один, без партнёров. Однако в 1882 году, когда оборот его фирмы составил около $30 млн, он пригласил в фирму партнёра. Им стал Сэмюэл Сакс, муж младшей дочери Голдмана, Луизы. Фирма стала называться M. Goldman & Sachs.
В 1885 году к бизнесу присоединились сын основателя Генри и еще один его зять Людвиг Дрейфус, компания стала называться Goldman, Sachs & Co.
Маркус Голдман активно занимался благотворительностью, в частности, поддержал призыв помогать еврейским иммигрантам из России, которые приезжали в США практически без средств к существованию.
Маркус Голдман скончался 20 июля 1904 года.